# Cape Flats

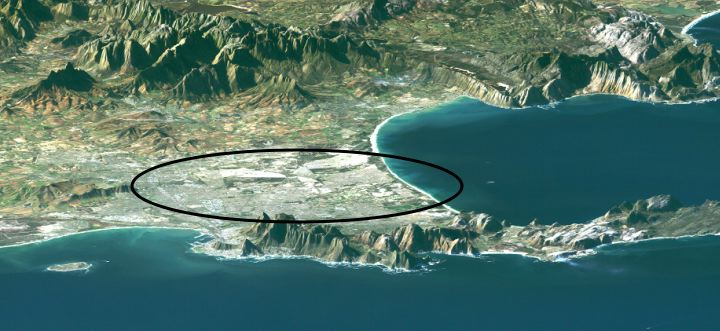
Cape Flats (im engeren Sinne ungefähr die rechte Hälfte der Ellipse)

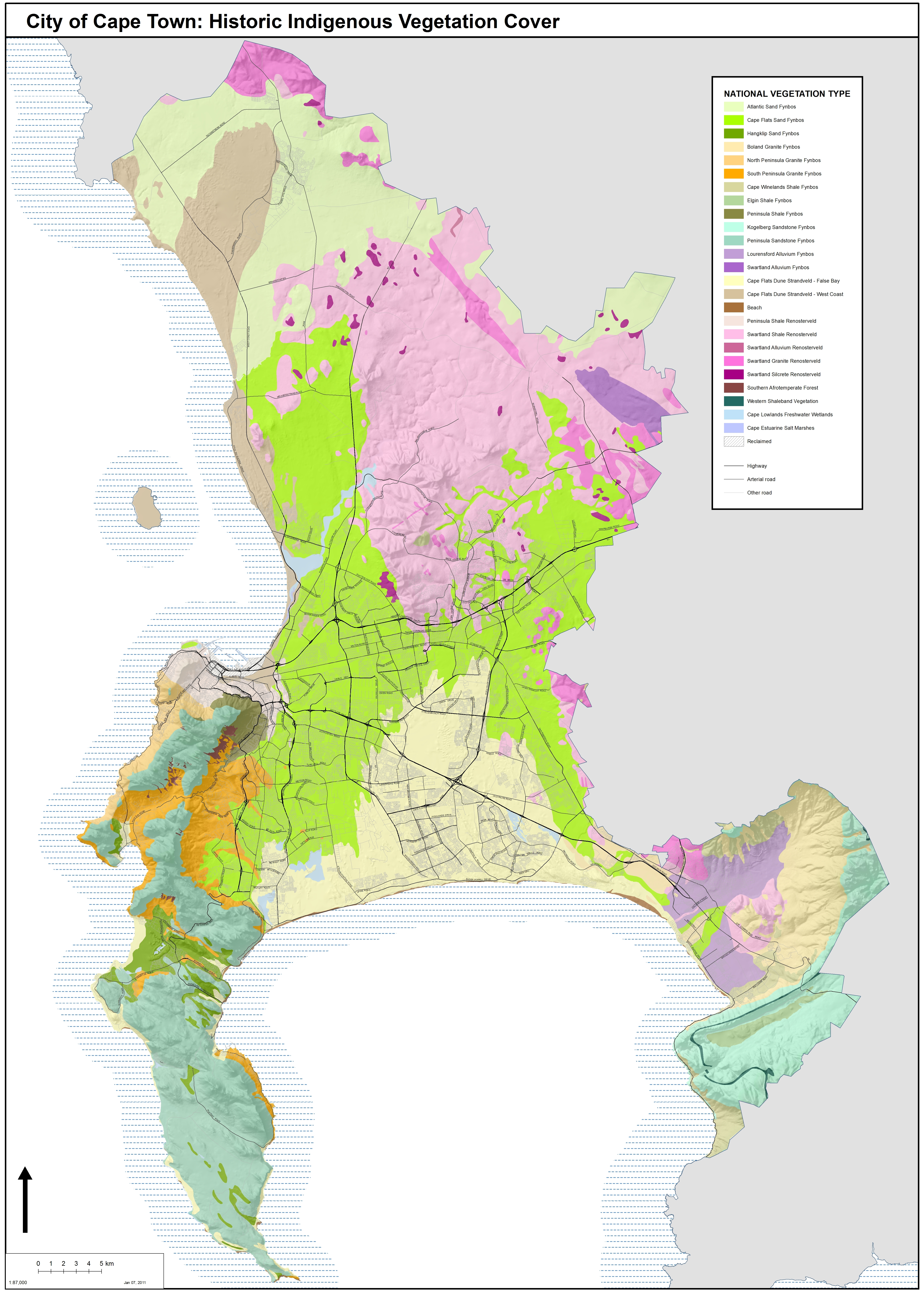
Kapstadt mit ursprünglicher Vegetation: die Cape Flats bilden den hellgelben Bereich unterhalb der Bildmitte

Die Cape Flats (kurz The Flats; afrikaans: Die Kaapse Vlakte; deutsch etwa: Flachland am Kap) sind ein dicht besiedeltes Gebiet in der City of Cape Town Metropolitan Municipality in der südafrikanischen Provinz Westkap. Ab den 1950er Jahren wurden auf dem damals unbewohnten Gebiet Wohngebiete für schwarze Südafrikaner und Coloureds angelegt, die aus dem Zentrum der Stadt vertrieben worden waren. 

## Geographie
Die Cape Flats sind ein flaches, sandiges Gebiet südöstlich des Kapstadter Zentrums. Der Sand ist bei äolischen Vorgängen abgelagert worden und stammt ursprünglich aus den im Pliozän sich regressiv verändernden atlantischen Küstenzonen durch Abschmelzprozesse des antarktischen Eisschildes. Die Cape Flats liegen auf der Landbrücke zwischen der Kap-Halbinsel und dem übrigen afrikanischen Kontinent. Im Süden der Cape Flats befindet sich die False Bay. Geomorphologisch gehören sie zum Sandveld. Nach Norden hin ist die siedlungsgeografische Grenze unklar. Gelegentlich werden weitere Kapstadter Wohnsiedlungen für Coloureds und schwarze Südafrikaner zu den Cape Flats gerechnet, etwa Langa, Nyanga und Athlone im Norden. Im engeren Sinne umfasst das Gebiet aber nur etwa die südliche Hälfte der Landbrücke. Im Westen des Gebiets steigt das Gelände an zu den gebirgigen Höhen der Kap-Halbinsel, im Osten steigt es langsam zu den Höhenzügen in der Weinregion an. Das Gebiet hat mediterranes Klima. In den Cape Flats leben über eine Million Menschen.

## Geschichte
Ab 1827 wurde das Gebiet mit Neophyten bepflanzt, um den Sand festzusetzen, der den Weg von Kapstadt in das Landesinnere erschwerte. Zu ihnen gehörten vor allem australische Arten wie die Weidenblatt-Akazie (Acacia saligna). Die Anpflanzungen fanden bis nach 1875 statt und bewirkten eine deutliche Verminderung des Sandflugs. Dafür kam es aber zu einer biologischen Invasion durch die neu eingeführten Pflanzen. 
Bis etwa 1950 blieb das Gebiet bis auf den Küstenstreifen fast unbewohnt. Zwischen den Akazien lebten Antilopen. Die südafrikanische Armee nutzte das Gebiet als Übungsplatz. Ab den 1950er Jahren wurden die Cape Flats in rascher Folge bebaut. Die Apartheidsregierung schuf dort Behausungen für nicht-weiße Südafrikaner, die nach den Bestimmungen des 1950 erlassenen Group Areas Act nicht länger im Kapstadter Zentrum, etwa im District Six, leben durften. So wurden in den Cape Flats die Townshipsiedlungen Gugulethu und Crossroads, Anfang der 1980er Jahre auch Khayelitsha für schwarze Südafrikaner errichtet. Zahlreiche Schwarze, vor allem Xhosa, lebten illegal in den Siedlungen, weil sie eigentlich in den abgelegenen Homelands zu leben hatten. Bekannte Townships der Coloureds waren Manenberg und Mitchells Plain. Die Wohnbedingungen waren meist schlecht. Aufgrund der Zwangsumsiedlungen stieg die Kriminalitätsrate drastisch an.
Mit dem Ende der Apartheid wurde die Rassentrennung aufgehoben. Trotzdem hat seither in den Siedlungen von Cape Flats keine nennenswerte Vermischung stattgefunden. Die Bevölkerungszahl nimmt durch Landflucht weiterhin zu, vor allem aus der Provinz Ostkap.
Im Juli 2019 wurden Einheiten der South African National Defence Force in einigen Stadtteilen der Cape Flats für drei Monate stationiert, um effektiver gegen Bandenkriminalität vorgehen zu können.

## Kultur

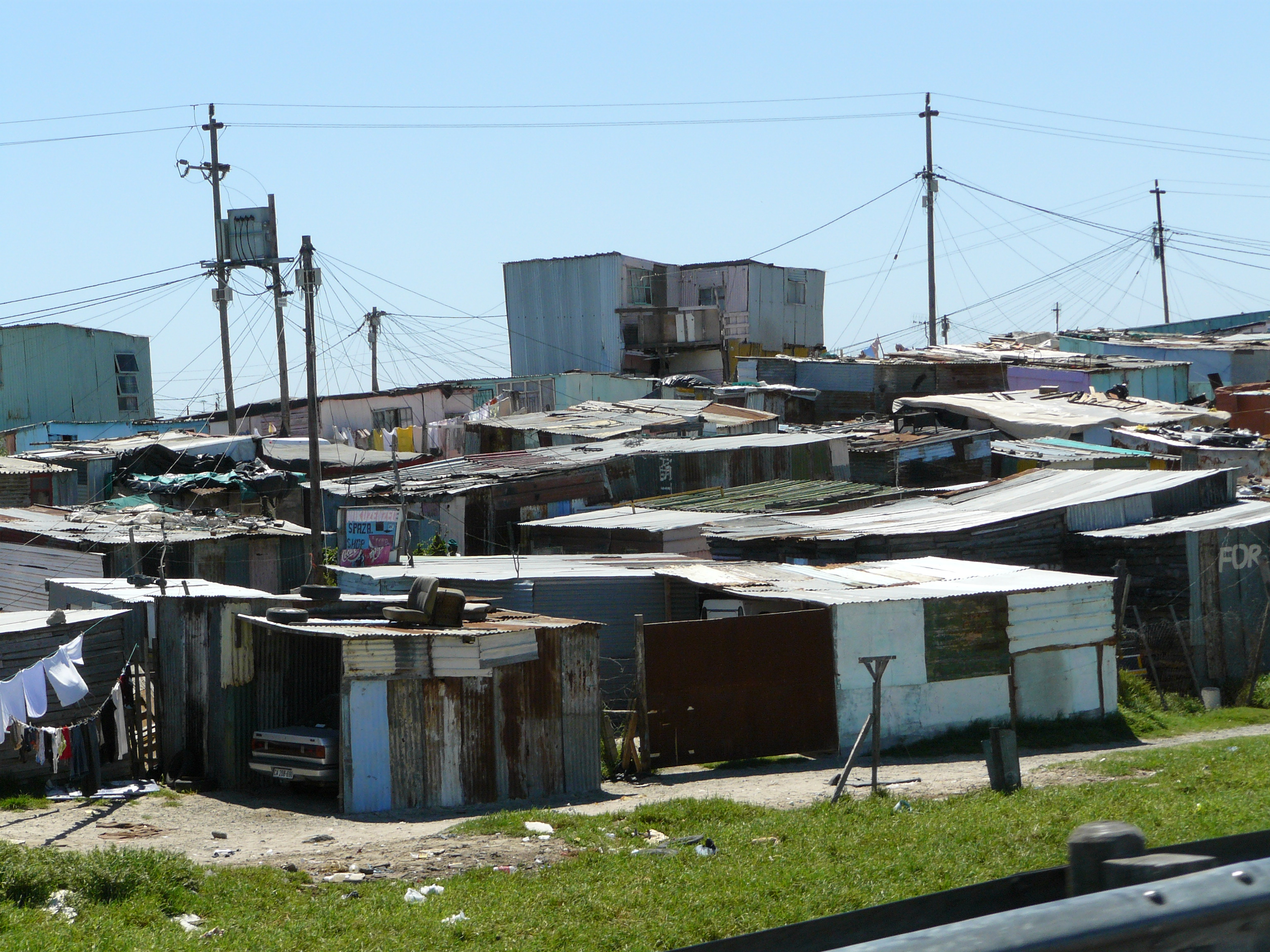
Khayelitsha (2008)

Die Cape Flats spielen eine Rolle in der kulturellen Entwicklung Südafrikas. Das Jazz-Stück Mannenberg von Abdullah Ibrahim und Basil Coetzee, benannt nach der Township Manenberg, wurde zu einer Hymne der unterdrückten Südafrikaner. Die Cape-Flats-Siedlungen sind ein Zentrum des südafrikanischen Hip-Hop.
Die Religionen in den Cape Flats sind vielfältig. Dazu gehört eine große muslimische Gemeinschaft.

## Verkehr
Durch die Cape Flats führen die N2 in Nordwest-Südost-Richtung, die M7 in Nord-Süd-Richtung und die R300, der Cape Flats Freeway, quer zur N2. 
Eine Linie der Metrorail Kapstadt heißt Cape Flats Line und verbindet den Westen der Cape Flats mit dem Stadtzentrum und der Kap-Halbinsel. Der Osten der Cape Flats wird über die Bonteheuwel Line angebunden. 
Der Internationale Flughafen Kapstadt befindet sich im Norden der Cape Flats.

## Sonstiges
In den Cape Flats gibt es seit 1978 das Naturschutzgebiet Cape Flats Nature Reserve, das von der University of the Western Cape betreut wird. Das Philippi-Farmland ist ein großes landwirtschaftliches Gebiet an der False Bay.

## Persönlichkeiten
- Tony Schilder (1937–2010), Jazzmusiker, lebte zeitweise in den Cape Flats
- Basil Coetzee (1944–1998), Jazzmusiker, lebte zeitweise in Manenberg, Cape Flats
- Trevor Manuel (* 1956), Politiker, wuchs in den Cape Flats auf
- Hilton Schilder (* 1959), Jazzmusiker, geboren in Lotus River, Cape Flats